# كورشم بارك فيليج (باركشير)
كورشم بارك فيليج (بالإنجليزية: Caversham Park Village)‏ هي قرية تقع في المملكة المتحدة في جنوب شرق إنجلترا.